# Bernhard Mannfeld
Karl Julius Bernhard Mannfeld (ur. 6 marca 1848 w Dreźnie, zm. 29 marca 1925 we Frankfurcie nad Menem) – niemiecki malarz i rytownik. Tematem jego prac były głównie krajobrazy oraz architektura Niemiec i Belgii.